# Сальтор, Бруно
Бру́но Са́льтор Гра́у (исп. Bruno Saltor Grau; род. 1 октября 1980, Эль-Масноу, Каталония), более известный как Бру́но (исп. Bruno), — испанский футболист, играл на позиции правого защитника. В 2019 году завершил игровую карьеру и получил должность старшего тренера по развитию игроков в английском клубе «Брайтон энд Хоув Альбион». В 2022 году стал ассистентом Грэма Поттера назначенного главным тренером «Челси».

## Клубная карьера
Воспитанник футбольного клуба «Эспаньол», Бруно Сальтор провёл за основную команду клуба всего одну игру, в основном играя за вторую команду. В 2003 году покинул «Эспаньол», перейдя в клуб Сегунды «Лерида», а ещё через три года — в «Альмерию». В сезоне 2006/07 «Альмерия» под руководством молодого тренера Унаи Эмери впервые в своей истории завоевала путёвку в Примеру, одним из лидеров команды был Бруно Сальтор. В следующем сезоне команда заняла довольно высокое для новичка 8-е место, закрепившись в первой лиге испанского футбола, после окончания сезона Унаи Эмери занял место главного тренера «Валенсии», а ещё через год к «летучим мышам» присоединился и Бруно Сальтор, подписав с «Валенсией» трёхлетний контракт.
В академии клубов «Олимпик Мора Эбре», «Ллейда» и «Эспаньол» прошла молодёжная карьера Бруно, который в каждой из них повышал планку выступлений на новые уровни. В 1999 году после двух лет, проведённых в академии клуба «Эспаньол», молодой защитник правого фланга подписал с ним контракт. Его длительность составила несколько лет, а первые выступления под знамёнами «Эспаньола» прошли в резервной команде. В первую команду Бруно Сальтор также попал, однако лишь на один матч. В 2001-м его отправили выступать на правах аренды за клуб «Химнастик», где он провёл часть сезона, выйдя на поле в 14 матчах.
В 2003 году закончился первый этап профессиональной карьеры Грау в клубе «Эспаньол». Новый этап начался в клубе «Ллейда», воспитанником которого он также являлся в своё время, во времена молодёжной карьеры. Бруно стал для клуба ключевым игроком обороны на правом фланге, это и объясняется 110 сыгранными матчами за «Ллейда».
В 2006 году Бруно Сальтар был очень престижным, надёжным и ценным игроком, которого хотели заполучить различные испанские клубы, в том числе из Ла Лиги. Летом 2006 года Грау перешёл в расположение «Алмерии», с которой также провёл три сезона. И этот этап карьеры стал для Бруно запоминающимся. На пути к высшим позициям в чемпионате Испании Бруно поддержал «Альмерию» в 104 матчах.
В 2009 году состоялся переход испанского защитника в «Валенсию». Довольно неплохо влившись в стартовый состав команды, Бруно сумел продержаться там на протяжении полутора сезонов.
25 июня 2012 года Бруно в качестве свободного агента подписал двухлетний контракт с клубом английского Чемпионшипа «Брайтон энд Хоув Альбион», куда ранее перебрался бывший одноклубник Сальтора Висенте Родригес.
12 мая 2019 сообщил, что матч против «Манчестер Сити» станет для него последним в карьере. В июне 2019 года получил должность старшего тренера по развитию игроков в «Брайтон энд Хоув Альбион».
3 апреля 2023 года был назначен исполняющим обязанности главного тренера «Челси», после увольнения Грэма Поттера. На следующий день провел матч 29-го тура Английской Премьер лиги в качестве главного тренера «синих» против Ливерпуля. Матч завершился нулевой ничьей, а спустя еще 2 дня, Бруно был заменен Фрэнком Лэмпардом на своем посту.

## Достижения
- 3-е место в чемпионате Испании: 2009/10, 2010/11, 2011/12